# Acapella
Acapella ist eine sehr frühreife, deutsche Speisekartoffelsorte des Züchters Norika.

## Eigenschaften
Die Sorte ist vorwiegend festkochend (Kochtyp B), hat eine gelbe Schale und hellgelbe Fleischfarbe. Die Knollenform ist rund bis oval, die Knollen sind groß. Der Ertrag ist hoch, die Kartoffel ist anfällig gegen Krautfäule. Die Verfärbung nach dem Kochen ist gering.
Pflanzzeit ist von Mitte Januar bis Ende Mai, Erntezeit von Juni bis Juli. Die Pflanztiefe beträgt etwa 4 cm, der Pflanzabstand 35 cm. Die Sorte ist für den Folienanbau geeignet, aber auch der Anbau in Kübeln auf Terrasse und Balkon ist möglich.

## Resistenzen und Toleranzen
Resistenz gegen Nematoden, Ro1,4. und gegen Krebs, D1.

Sehr geringe Anfälligkeit für Eisenfleckigkeit und Rhiz Wipfelroller.

Geringe Anfälligkeit für BlattrollVirus, YVirus, Schwarzbeinigkeit und Schorf.

Geringe bis mittlere Anfälligkeit für Knollenfäule.

Mittlere Anfälligkeit für Krautfäule.